# История Свердловской области

## С древних времен до XVI века
К раннему палеолиту относятся находки каменных изделий (крупные и массивные отщепы) с III-ей Береговой стоянки Горбуновского торфяника (8 км от Нижний Тагил), Гальянской стоянки, расположенной на склонах горы Голый Камень, I-ой Береговой стоянки Горбуновского торфяника, поселения Полуденка-Ι, святилища на северном берегу Шайтанского озера (Кировградский район), Голокаменской мастерской, местонахождений Голый Камень III и Голый Камень-шихан.
К верхнему палеолиту относятся грот Бобылёк близ посёлка Саргая (30 тыс. лет), Гаринская стоянка на правом берегу Сосьвы у посёлка Гари, стоянка в гроте Шайтанском, стоянка в гроте Безымянном (10 тыс. лет до н. э.).
Также к эпохе каменного века относятся стоянки Старичная, Зырянская I.
К эпохе мезолита относится Шигирский идол (Шигирское (Чигирское) озеро) — 11 тыс. лет до настоящего времени, Шигирское озеро III,-V-VI, стоянки Кокшаровско-Юрьинское, Кокшарово XVIII-XIX, Лиственный мыс, Чернореченская VI, Шитовской Исток IX, Поселение Кама, Катаба IV, Ломовка III, Ашка I-II, Полуденка III-VII, Баранча II, Крутяки I,-X,-XII,-XIII, Амбарка, Чащиха II, Выйка I-II, Боровка II,-V, Баранча V, Евстюниха III, Мурино, Игла I, Каменка I, Крутой Лог. На реке Чусовой находится крупнейшее на Урале пещерное святилище на Камне Дыроватом.
Человеческий череп Poz-94314 из Усть-Вагильского холма на левом берегу реки Тавды датируется возрастом 5732—5565 лет до н. э. (калиброванная дата, 95,4% доверительный интервал).
Сосновоостровская культура датируется первой половиной V тыс. до н. э. — рубежом VI—V тыс. до нашей эры.
Большая часть скульптур (деревянные идолы, фигурка лося, ковшики с ручками в виде головок водоплавающей птицы, весла, луки, стрелы, остатки саней и лодок, бумеранги), обнаруженных на VI разрезе поселения Чащиха Горбуновского торфяника (Горбуновское озеро), датируются эпохой неолита (3,5—4 тыс. л. н.).
К эпохе неолита относятся стоянки Лыжино II, Кокшаровский холм, Кокшаровско-Юрьинское, Юрьинское поселение (болотное), Кокшарово VII (болотная), Вашты I, Новое II, Шиты I,  Шитовской Исток III, Осья I, Усть-Вагильский холм, Чащиха, Береговая, Шигирский Исток I, Шигирское озеро I-II, Выя I, Боровка III, Аятское I, Таватуй, Усть-Бардымская, Евстюниха I, Сохарево III, Глинское II, Першино V, Серебрянка, Шайтанка I, пещера Гебауэра. На правом берегу реки Чусовой в 2 км ниже деревни Харенки в пещере Шамана на скале Камень Дождевой нашли захоронение мужчины, у входа в пещеру — захоронение женщины. По черепу мужчины из погребения в гроте Алексей Нечвалода сделал антропологическую реконструкцию.
К эпохе энеолита относятся Саматовское I поселение, Новое III, стоянка на Соловецком острове (озеро Исетское), Шувакишский Исток V-VI,-VIII, Заозерная III, Сотниково I, Тыня IV-V, Тыня VIII-XIX, Тыня XXI, Тондол II-III, Туманское VIII, Червяное озеро I, Атымья III,-VII,-XIX, Якуша. Множество стоянок относится к эпохе бронзы и железного века. 	
Селище и могильник в урочище Калмацкий Брод находятся на правом берегу Исети и датируются сарматским временем (с III века до н. э. по II век н. э.). Относятся к калмацкой археологической культуре. В могильнике «Калмацкий брод» черепа костяков были сильно деформированы тугим бинтованием в раннем детстве, что свидетельствует о проникновении на север степных этнических элементов.
Известны писаницы на Коптеловском камне, на Косом камне, на Двуглазом камне, Старичная, Сергинская, наскальные рисунки эпохи бронзы на реке Тагил (деревни Бреховая, Гаевая, Комельская), наскальные изображения на Шайтан-Камне на правом берегу реки Реж. Гостьковская писаница относится к средневековью.
Последовательная колонизация уральских земель (территория современной Свердловской области) русскими началась в начале XVII века в процессе экспансии Российского государства на восток.
С середины XV до конца XVI века в бассейнах рек Пелым, Сосьва и Лозьва существовало объединение племён манси — Пелымское княжество с центром в Пелыме.

## В составе России в XVII—XIX вв.
В конце XVI века контроль и управление регионом перешёл к Москве, когда Москва стала центром Русского царства. Наиболее значимый этап начального развития региона приходится на XVII век, когда русские поселенцы начали массовое продвижение на восток. В 1598 году первые поселенцы основали город Верхотурье. Верхотурье стал первой столицей Урала в силу своего стратегического местоположения на Бабиновской дороге — важном перекрёстке торговых путей. Территория современной Свердловской области выступала в качестве перевалочной базы между центральной частью страны и активно осваиваемыми регионами Сибири и Средней Азии. В конце XVI — начале XVIII веков территория области входила в состав Тобольского разряда, который наряду с Верхотурьем включал города-уезды Пелым и Туринск.
В 1708 году в результате административной реформы Петра I Верхотурский, Пелымский и Туринский уезды вошли в состав Тобольской провинции Сибирской губернии. Наличие стратегических запасов железной и медной руды, а также больших лесных массивов предопределило специализацию региона (чёрная и цветная металлургия, деревообработка, добыча полезных ископаемых и др.). Разведка полезных ископаемых на территории Свердловской области происходила уже в конце XVII века. В 1697 году группа греческих специалистов обследовала гору Магнитную у реки Тагил.
В XVIII веке династией Демидовых были основаны заводы, которые располагались на территории больших земельных владений и представляли собой сложные производственно-хозяйственные комплексы, включая рудники, каменоломни, лесоразработки, конные дворы, сенокосы, пристани, суда, мастерские и т. д. Для уральской промышленности был характерен высокий уровень развития техники. Домны Екатеринбургского, Невьянского, Тагильского железоделательных заводов по производительности и экономичности превосходили лучшие европейские образцы того времени, а их продукция являлась ведущей статьей российского экспорта.
По итогам административных реформ 1780 и 1796 годов на территории современной Свердловской области были образованы Екатеринбургский, Верхотурский, Красноуфимский, Камышловский и Ирбитский уезды Пермской губернии и Туринский уезд Тобольской губернии.
15 апреля 1841 года в Ревде при подавлении восстания крепостных углежогов Марии Демидовой было убито 160 мужчин, 5 женщин, 2 девочки и 2 мальчика.
После отмены крепостного права в 1861 году на горных заводах рабочие не утратили связи с землёй, сохранив личные подсобные хозяйства в качестве одного из основных источников продуктов питания и доходов. Пуск Транссибирской железнодорожной магистрали стал знаковым событием в жизни Среднего Урала, позволив в большом объёме экспортировать продукцию заводов.

## В первые годыСоветской власти
15 июля 1919 года было официально объявлено о выделении из Пермской губернии новой административно-территориальной единицы — Екатеринбургской губернии, включавшей в себя 6 уездов. После Октябрьской революции 1917 года и Гражданской войны уральская промышленность, и в первую очередь ведущие отрасли (металлургия и металлообработка и др.), оставалась отсталой в техническом отношении.
В начале 20-х годов XX века красными было подавлено Западно-Сибирское восстание — крупнейшее антибольшевистское вооружённое выступление крестьян, казаков, части рабочих и городской интеллигенции в РСФСР.
Постановлением ВЦИК от 3 ноября 1923 года Екатеринбургская губерния объединена с соседними губерниями в Уральскую область РСФСР с центром в Екатеринбурге. В состав вновь образованной области вошли 15 округов, в том числе на территории современной Свердловской области: Ирбитский, Свердловский и Тагильский. В период между 1920 и 1930 годом Урал смог вновь занять своё место ведущего промышленного района России путём укрепления горнодобывающей промышленности, создания новых производственных мощностей, развития энергетики и массового городского строительства.

## ОбразованиеСвердловской области
17 января 1934 года Постановлением ВЦИК Уральская область разделена на три области — Свердловскую, включавшую нынешний Пермский край, с центром в  г. Свердловске, Челябинскую область с центром в  г. Челябинске и  Обско-Иртышскую область (ныне Тюменскую с округами) с центром в г. Тюмени. Свердловская область располагалась, в основном, на территории современных Свердловской области, Пермского края и части Удмуртии.
7 декабря 1934 года к Кировскому краю были отнесены Сарапульский и Воткинский районы.
С другой стороны, часть территорий, ныне входящих в Свердловскую область, в 1934 году отошли к Челябинской области и Обско-Иртышской области (с центром в Тюмени).
В годы первых пятилеток наряду с реконструкцией старых предприятий были построены такие гиганты индустрии, как «Уралмашзавод», «Уралэлектротяжмаш», инструментальный и шарикоподшипниковый заводы в Свердловске, «Уралвагонзавод» и Нижнетагильский металлургический комбинат в Нижнем Тагиле, в Первоуральске и Каменск-Уральском трубные заводы, Красноуральский и Среднеуральский медеплавильные комбинаты, Уральский алюминиевый завод в Каменск-Уральском и многие другие крупные промышленные объекты.
3 октября 1938 года указом Президиума Верховного Совета СССР из части западных районов была образована Пермская область, а в состав Свердловской переданы 5 районов Челябинской области и один район Омской области. Территория области приняла современный облик.
Во время Великой Отечественной войны за период с июля 1941 года по декабрь 1942 года уральский регион принял 2 млн 127 тыс. человек, из которых 719 тыс. разместились в Свердловской области. Мобилизация трудящихся на фронт первоначально значительно обогнала их восполнение, что порождало острую нехватку производственного персонала. Эвакуация в значительной мере облегчила расширение этой проблемы. Из всех трудоспособных людей, прибывших в Свердловскую область, более 50 % активно включились в работу на промышленных предприятиях. В связи с этим большинство заводов подверглось не только технической, но и кадровой реконструкции. Таким образом, в силу тяжёлых испытаний, Свердловская область максимально увеличила свой промышленный потенциал за счет размещения большого количества эвакуированных предприятий.
В послевоенный период область продолжала развиваться как крупный индустриальный центр Урала. Промышленность Свердловской области являлась поставщиком важнейших видов продукции машиностроения, чёрной и цветной металлургии, химии, электроэнергетики, легкой и пищевой отраслей. Машиностроение и металлообработка сохраняли ведущее место в структуре индустрии области. 30 мая 1950 года вышло постановление ЦК ВКП (б) «Об укрупнении мелких колхозов и задачах партийных организаций в этом деле», в результате чего к осени 1950 года количество сельхозартелей уменьшилось с 2124 до 957, а к 1953 г. — до 721.
29 сентября 1957 года после взрыва на химкомбинате «Маяк» воздушные массы достигли села Багаряк и города Каменск-Уральский, образовав Восточно-Уральский радиоактивный след.
Свердловская область дважды: в 1959 году «за достигнутые успехи по подъёму животноводства, перевыполнение плана государственных закупок мяса» и в 1970 году «за большие успехи, достигнутые трудящимися области в выполнении заданий пятилетнего плана по развитию народного хозяйства» была награждена высшим орденом СССР — орденом Ленина.
В 1979 году в Свердловске произошла вспышка заболеваний сибирской язвой.
Также в послевоенные годы Свердловская область продолжала играть ключевую роль в развитии национальной экономики и военного потенциала страны. Будучи одним из наиболее важных промышленных и оборонных центров Советского Союза, Свердловская область оставалась закрытой для иностранцев вплоть до 1991 года. Сегодня на территории области лишь четыре ЗАТО, в которых расположены объекты ядерной энергетики и военные производства.

## Постсоветское время
На референдуме о сохранении СССР 17 марта 1991 года Свердловская область стала единственным субъектом в СССР, среди принявших участие в плебисците, где большинство жителей высказались против сохранения союза — «да» сохранению СССР здесь сказали лишь 49,33 % (в административном центре, Свердловске, результат был ещё меньше — 34,17 %).
В 1993 году, для того чтобы в будущем иметь большую самостоятельность в экономической и законодательной сферах, руководство области в рамках действующей на тот момент Конституции 1978 года (статья 70) начали преобразование статуса области в республику.